# Subs
Subs ist ein gesellschaftskritischer Roman des Schriftstellers Thor Kunkel, der 2011 erschien und auf einem gleichnamigen, bereits 2009 für den WDR geschriebenen Hörspiel basiert. Der Roman wurde 2018 von Oscar Roehler unter dem Titel Herrliche Zeiten verfilmt.

## Hintergrund
Der Titel ''Subs'' (lat. „Die Untergebenen“) ist eine Anspielung auf eine sado-masochistisch geprägte „düstere Gesellschaft der Zukunft mit Herren und Untergebenen“. In den Text sind immer wieder Pressemeldungen über die Entdeckung von Menschen, die in der westlichen Welt jahrelang als Sklaven lebten, eingestreut.
In seiner Rezension für den Deutschlandfunk beschreibt Knut Cordsen den Roman als „Diagnose des bereits bestehenden modernen Sklaventums – als verstörende und teils sehr komische Kultur- und Zivilisationskritik.“ Der Philosoph Peter Sloterdijk charakterisierte den Roman mit den Worten: „Wehret den Anfängen!, hieß es einst bei Ovid. Thor Kunkel setzt dagegen: Untersucht die Anfänge!“

## Handlung

### Erster Teil (Wellnest)
Der Schönheitschirurg Claus Gordian Müller-Dodt und seine Frau Evelyn, eine auf Zwangsenteignung spezialisierte Rechtsanwältin, genießen ein sorgenfreies Leben in ihrer noblen Villa am Stadtrand von Berlin. Als die Haushaltshilfe des Paares spurlos verschwindet, kommt ihr Alltag durcheinander. Eine Annonce lockt allerdings keine Fachkräfte an. Claus und Evelyn müssen feststellen, dass sich normale Menschen ernsthaft als „Sklave“ bewerben: Der arbeitslose Alt-Philologe Bartos und seine Frau Svetlana behaupten sogar, bereits früher im Haushalt eines saudischen Prinzen als Sklaven gearbeitet zu haben. Bartos überzeugt die Müller-Dodts letztlich durch einen Vortrag, indem er die altrömische, auf gegenseitiger Verantwortung beruhende Sklaverei als Verbesserung gegenüber „der demokratisch abgesicherten Barbarei, in der wir leben“, beschreibt. Bartos, der immer mehr als Einflüsterer seines Herren fungiert, regt eines Tages den Bau eines Swimmingpools an. Die Arbeit soll von obdachlosen, osteuropäischen Wanderarbeitern erledigt werden, die als Gegenleistung nur Unterkunft und Verpflegung verlangen. Obwohl ihm klar ist, dass Bartos Schwarzarbeiter meint, willigt Claus ein.

### Zweiter Teil (Killing Pool)
Der Teil beginnt mit dem nächtlichen Auftauchen einer ganzen Kolonne von Wanderarbeitern, die sich auf der Baustelle häuslich einrichten. Nach anfänglichen Komplikationen hat sich auch Evelyn an die Männer gewöhnt, die vor ihrer Villa kampieren. Alles ändert sich mit Auftauchen ihrer Schwester Karlotta, einer verarmten Kunsthändlerin aus New York, die im Anwesen der Müller-Dodts ein kostenloses Feriendomizil sieht. Die alleinerziehende Mutter ist vom Anblick der riesigen Baustelle inmitten eines wilden Zeltlagers zutiefst irritiert. Als sie durch Zufall erfährt, dass Bartos, der die Baustelle bis dahin mit harter Hand leitet, ungehorsame Arbeiter mit der Peitsche züchtigt, eskaliert die Situation. Karlotta bricht ihren Urlaub ab. Evelyn möchte, dass dieses absurde Zusammenleben mit Menschen, die sich als Sklaven verstehen und sie mit „Herrin“ anreden, sofort endet. Claus, der sich inzwischen mit seiner Rolle als Clausus Maximus identifiziert, lehnt das rundheraus ab. Der wichtigste Grund ist wohl Lana, die sich ihm immer eindeutiger als Sexsklavin andient. So heißt Claus die Trennung auf Probe von seiner Frau sogar willkommen, weil er endlich freie Bahn hat, mit Lana zu einem Ärzte-Symposium nach Südfrankreich zu fliegen. Als Evelyn Rat bei ihrem väterlichen Freund Richter Harms sucht, muss sie feststellen, dass der Mann, den sie bislang für eine moralische Instanz hielt, beabsichtigt, sich ein paar ihrer Sklaven zu leihen. Entsetzt flieht sie zu ihrer Schwester nach New York.

### Dritter Teil (DecaDance)
Der dritte Teil spielt fast ausschließlich in Monte-Carlo und wird nur gelegentlich von Szenen aus Karlottas New Yorker Mietwohnung unterbrochen. Nach ihrer Ankunft in Monte-Carlo wird immer deutlicher, dass Lana ein falsches Spiel mit Claus spielt. Die versprochene Liebesnacht wird zum Desaster, als Lana ohne Erklärung verschwindet und Claus ins Visier von französischen Ermittlern gerät. Als er hört, dass es Hinweise gibt, Lana hätte sich das Leben genommen, verliert Claus die Selbstkontrolle. Unterdessen erlebt Evelyns Versuch, ihre heile Welt wiederherzustellen, einen weiteren Dämpfer. Auf einer gemeinsamen Shopping Tour muss sie feststellen, dass aus ihrer mittellose Schwester eine routinierte Ladendiebin geworden ist. Zudem hasst sie ihre eigenen Kinder und bekennt, dass sie insgeheim Bartos für seine Unempfindlichkeit gegenüber menschliches Elend bewundert. Die Entfremdung zwischen den Schwestern gipfelt, als Karlotta einen Anruf von Claus abfängt und behauptet Evelyn wolle die Scheidung. Diese Lüge gibt Claus, der seit Tagen betrunken durch Monte-Carlo irrt, den Rest. Nach einem selbstverschuldeten Unfall wird er zum Pflegefall.

### Vierter Teil (RAvenge)
Evelyn ist inzwischen klar geworden, was für ein Spiel Bartos und Lana gespielt haben. Schon wenige Tage nach ihrer Heimkehr lässt sie keinen Zweifel daran, dass sie von nun an entschlossen ist, ihre Rolle als Gebieterin zu spielen. Diese Entscheidung kommt einer Entmachtung von Bartos gleich, der wohl nicht damit rechnete, seine Herrschaften wiederzusehen. Während es anfangs nur scharf pointierte Dialoge sind, kommt es zuletzt zu physischen Auseinandersetzungen, die mit dem öffentlichen Auspeitschen von Bartos ihren Höhepunkt finden. Obwohl Evelyn ihr Heim zurückerobert – und sich mit Claus ausgesöhnt hat, muss sie einsehen, dass sich die Ereignisse nicht zurückdrehen lassen. In einem Abschiedsbrief an Richter Harms prognostiziert sie fortschrittliche und menschenfreundliche Sklaverei als europäisches Gesellschaftsmodell der Zukunft. Gemeinsam mit Claus, der sich inzwischen erholt hat, plant sie in ein Entwicklungsland zu ziehen, wo es noch möglich ist, Sklaven zu kaufen, ohne mit den Behörden Versteck zu spielen.

## Erzähltechnik
Der Roman ist durchgehend im Präsens verfasst.

## Das Hörspiel
Das Original-Hörspiel SUBs mit dem Untertitel Sklaverei als Spiel wurde vom WDR produziert und am 20. Juni 2009 erstgesendet. Die Abspieldauer beträgt 54'00 Minuten.
Unter der Regie von Annette Kurth sprachen:
Sandra Borgmann	(Evelyn), Alexander Radszun	(Claus), Wolfgang Pregler	(Bartos), Vica Tscheplanowa	(Lana), Isis Krüger (Carlotta), Wolf-Dietrich Sprenger	(Richter Harms), Bernd Michael Lade	(Taxifahrer) und Gregor Höppner	(Nachrichtensprecher).

## Ausgaben
- Subs. Heyne Verlag, München 2011, ISBN 3-453-26692-7.
- Subs. Heyne Verlag, München 2013, ISBN 3-453-67634-3.
- Subs. Manuscriptum Verlag, Lüdinghausen 2018, ISBN 3-944872-74-6.